# Stazione di Piazza dei Mirti
La stazione di Piazza dei Mirti era una fermata ferroviaria posta sulla diramazione Centocelle-Piazza dei Mirti attivata nel 1927 e soppressa nel 1982. Nel 2015 è stata attivata, dopo 33 anni di isolamento dal trasporto su ferro, una fermata della linea C della metropolitana di Roma.

## Storia

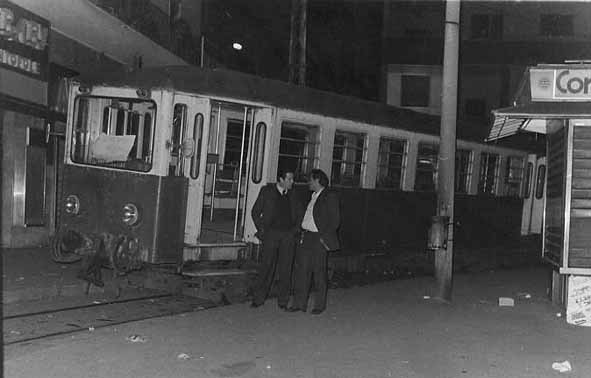
L'ultimo convoglio, costituito dal complesso 01+121, in servizio sulla diramazione in sosta nella fermata prima di ripartire in direzione Centocelle

La stazione venne inaugurata il 28 aprile 1927 in concomitanza col tratto di linea da Centocelle di cui era capolinea. Questa rimase in servizio da quell'anno fino al 15 maggio 1982, giorno della sua soppressione. Dopo la sua chiusura il tracciato venne limitato all'incrocio tra via delle Camelie e via Tor de' Schiavi e viene utilizzato saltuariamente come asta di manovra.

## Strutture e impianti

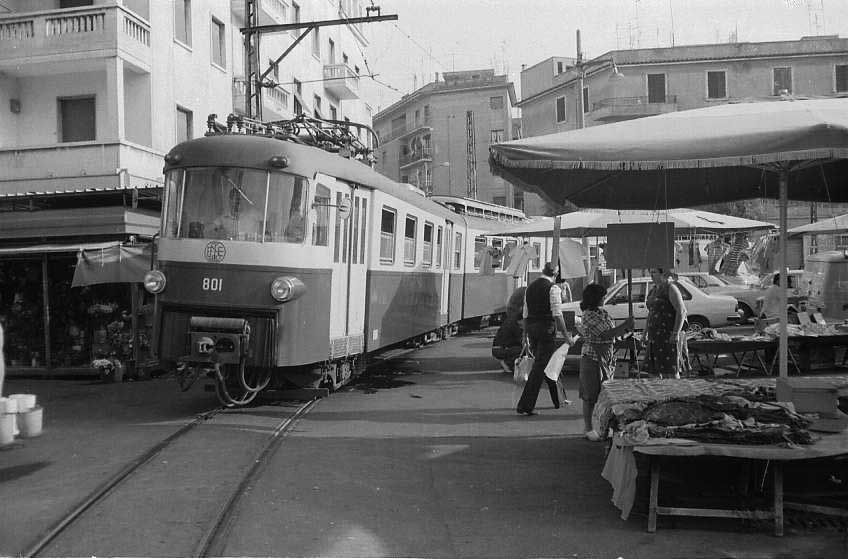
Elettrotreno STEFER 801, dal 2008 conservato presso la stazione di Colonna, in sosta nella fermata di Piazza dei Mirti nel 1980

La fermata disponeva di una banchina che seguiva l'unico binario ad anello della fermata. Lato Centocelle in uscita dall'anello era presente un deviatoio, posto alla progressiva chilometrica 0+811 da Centocelle e 6+870 da Roma, per l'immissione nel binario pari di circolazione, aggiunto nel 1972 ma già presente da prima interlacciato al primo.
Nel piano di ristrutturazione della diramazione la STEFER aveva previsto la trasformazione della fermata da passante a terminale con due binari e con doppia comunicazione a croce con deviatoi manuali dotati di contrappesi, trasformandola così in stazione, ma il Ministero dei Trasporti diede parere negativo in quanto i deviatoi di tipo ferroviario non erano ammessi in una sede stradale e il capolinea rimase quindi passante ad anello fino alla sua chiusura insieme alla diramazione nel maggio del 1982.

## Movimento
Il traffico che interessò la fermata e la linea di cui era capolinea fu sin dagli inizi, e fino alla sua chiusura, di carattere urbano. Non venne mai caratterizzata da traffico merci a causa dell'assenza dello scalo merci presso la fermata.